# LMFS (航空機)
ミコヤン LMFS
2015年時点のLMFSの風洞モデル
- 用途：戦闘機
- 分類：マルチロール機
- 製造者：統一航空機製造会社
- 運用者： ロシア（ロシア空軍）

LMFS (ロシア語: ЛМФС) はMiGが提案しているステルス戦闘機である。既存のMiG-29を置き換える目的で設計された。

## 設計
統一航空機製造会社によって開発されているこの軽量戦闘機はクリーモフ RD-33を基に開発されたターボファンエンジンを搭載する予定である。エンジンは第5世代機の仕様を満たしており、最新の先進的なタービンや燃焼室技術やファンブレードに細部の改良が施される。